# 潘暁穎殺人事件
潘暁穎殺人事件（はんぎょうえい さつじんじけん）は、2018年2月17日に台湾台北市大同区のホテルで発生した殺人事件。被害者と被疑者の双方が香港在住者（香港居民）であり、台湾当局は香港当局に犯罪人引渡しを求めることができず、香港当局も被疑者を台湾における殺人罪について起訴することができなかった。後に、香港で2019年逃亡犯条例改正案が発議される根拠となり、改正案に反対する2019年-2020年香港民主化デモの遠因とされている。

## 概要
2018年2月17日、当時20歳の香港居民女性であった潘暁穎（はん ぎょうえい、Amber Poon Hiu-wing）は、当時19歳で同じく香港居民の交際相手である陳同佳（ちん どうか、Chan Tong-kai）との休暇中に、陳同佳により中華民国台湾台北市内で殺害された。陳同佳は、台北のホテル「紫園飯店」の一室で交際相手の潘暁穎を殺害し、持ち物を盗み、遺体を茂みに置き去りにして香港に帰航したことを香港当局に認めている。この事件は台湾で起きたため、香港当局は陳同佳を殺人罪で起訴することができず、殺人に起因する資金洗浄の罪でしか判決を下すことができなかった。香港と台湾の間には犯罪人引渡し条約がないため、陳同佳は台湾にも引き渡されることがなかった。
2019年2月、香港特別行政区政府は、最高責任者の命令により、香港が正式な犯罪人引渡し条約を締結していない法域に逃亡者を各事案ごとに個別で是非を判断し移送する仕組みを確立するための2019年逃亡犯条例改正案の根拠として、この事件を挙げていた。この改正案で香港は陳同佳を台湾に引き渡すことができるようになるはずであったが、本案の対象地域に中国が含まれていることへの懸念から、2019年-2020年香港民主化デモにつながった。そのため、この殺人事件は、最終的に数ヶ月に及ぶ騒動の火付け役となったとして、メディアによってしばしば引き合いに出されている。

## 台湾での殺人
裁判資料によると、被害者の潘暁穎と被告人の陳同佳容疑者は、同じ会社でアルバイトをしていた2017年7月に知り合ったという。2人はその1ヶ月後に親密な関係になり、同年末には潘暁穎が妊娠した。陳同佳は2018年2月、2人のために台湾旅行を手配し、航空券や宿泊費を支払った。潘暁穎は2月8日に、「2月17日まで友人と台湾に行く」と母親に伝えたが、同行者である陳同佳の身元については明かさなかった。
2018年2月16日、2人が香港に飛行機で帰ることになった前夜、台北のとある夜市に行き、そこでピンクのスーツケースを購入したという。大同区の紫園飯店の部屋に戻った2人は、買ったばかりのスーツケースに荷物をどうやって詰め込むかで口論になったという。潘暁穎は2月17日午前1時21分に母親にWhatsAppで今夜遅くに香港に戻るとメッセージを送った。午前2時頃、2人はまた口論になり、その際に潘暁穎は、自分の胎内にある子が陳同佳とは別の元交際相手との間にできたものであることを明かし、陳同佳にその男性と性交している映像を見せた。陳同佳は激昂し、ホテルの部屋の壁に彼女の頭をぶつけ、後ろから手で彼女の首を絞め始めた。2人はそのまま10分ほど床の上で揉み合いになり、潘暁穎は扼殺された。その後、陳同佳は彼女の遺体をスーツケースに入れ、荷物をまとめて就寝した。
2月17日朝、陳同佳は、キャッシュカード、デジタルカメラ、iPhoneは残したまま、ホテル周辺のゴミ箱で潘暁穎の遺品を処分し、遺体を入れたスーツケースを引きずり台北捷運に乗車した。40分ほど乗った後、竹囲駅で下車し、淡水河沿いの小道を外れた雑木林の中に潘暁穎の遺体を捨てた。スーツケースは他の場所に捨て、台湾でもっと買い物をしようと思い、潘暁穎のパスワードを使って彼女の口座から20,000新台湾ドル（約7万円相当）を引き出したが、気が変わって、その日の夜に香港行きの飛行機に乗り込んだ。それから2日間、陳同佳はクレジットカードの支払いのために、潘暁穎の口座からさらに3回、合計19,200香港ドル（約26万円相当）を引き出した。

## 捜査と裁判
潘暁穎の両親は3月5日に香港警察に行方不明であることを届け出た。また、陳同佳の台湾への出入国管理の記録の写しから、陳同佳と潘暁穎が宿泊していたホテルが特定された。潘暁穎の父親は、この情報をもとに台北に飛び、行方不明者届を提出し、紫園飯店に助けを求めた。紫園飯店は台北市警察に監視カメラの映像を送ったが、その映像には、2月16日に潘暁穎と陳同佳がホテルに入ったものの、翌朝には陳同佳だけがピンクのスーツケースを引きずってホテルを出て行った。台湾の刑事局は香港の担当者に連絡を取り、陳同佳を召喚して事情聴取を行った。陳同佳は交際相手であった潘暁穎を殺害したことを自供し、遺体を処分した場所を明らかにしたため、香港警察は3月13日に陳同佳を逮捕した。同日、台湾当局は3時間に及ぶ捜索の末、潘暁穎の腐乱死体を発見した。
香港警察は、陳同佳の自白があったとしても、属地主義により香港域外で行われた犯罪を管轄していないため、殺人や過失致死罪で起訴することはできなかった。代わりに、陳同佳は窃盗罪と盗品等関与罪で起訴された。潘暁穎の口座から引き出された現金は起訴可能な犯罪による収益であったため、罪状は後に4回の資金洗浄の訴因に修正された。陳同佳は4回の訴因すべてに有罪を認め、懲役29ヶ月の判決を受け、2019年10月23日に釈放された。
これとは別に、台湾当局は、陳同佳を殺人と死体遺棄の罪で起訴しようとしていた。台湾高等検察署は2018年半ばから後半にかけて半年間で3回、香港特別行政区政府に相互の法的支援を求めたが、回答は得られなかった。2018年12月、台北の検察官は陳同佳の逮捕状を出したが、香港と台湾には刑事共助条約が結ばれていないため、政治的な経路を経由して香港特別行政区政府に援助を求め、被告人を台湾の裁判所で裁判にかけるための支援を求めなければならなかった。

## 引き渡し論争

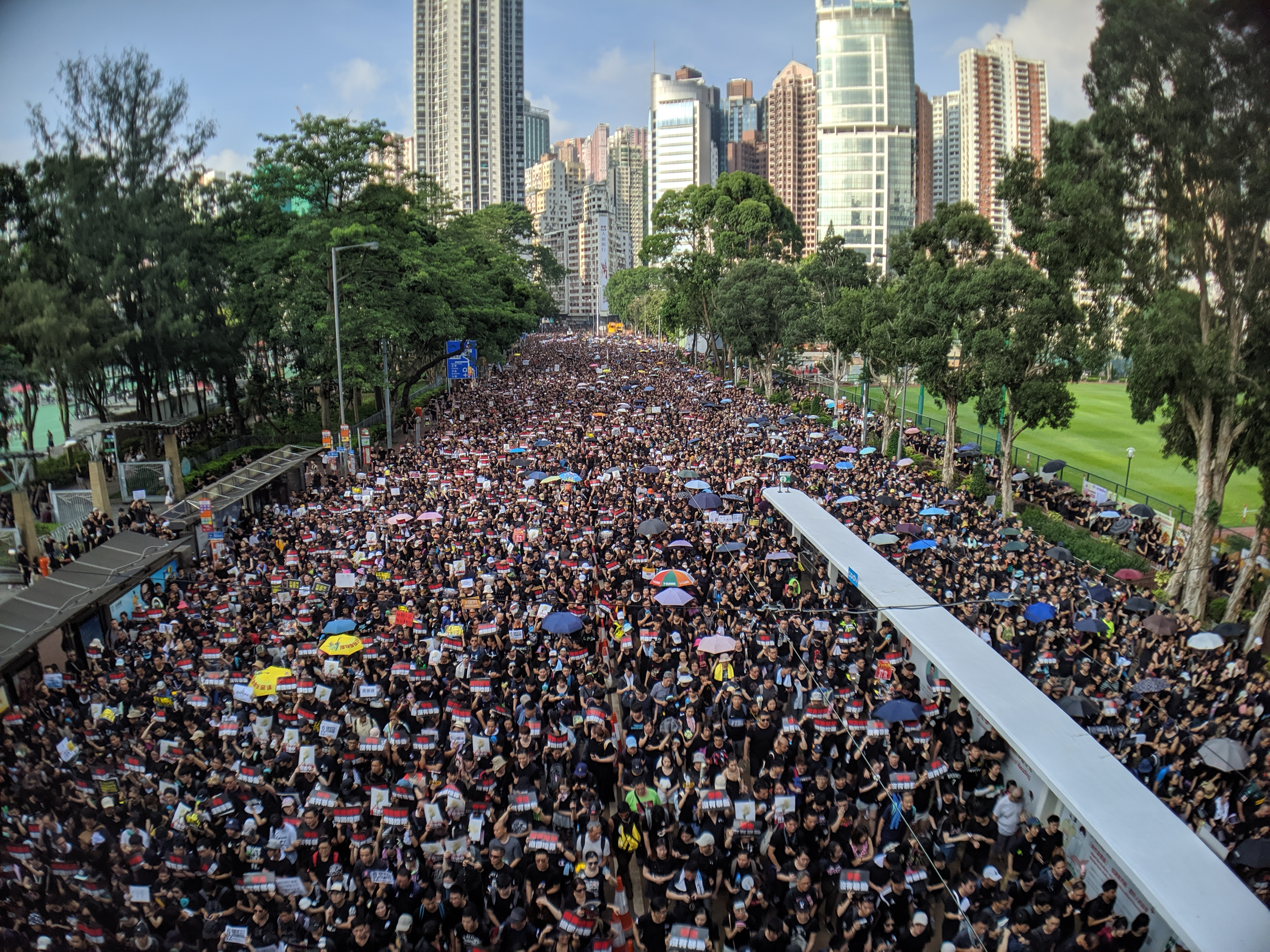
主催者は、2019年逃亡犯条例改正案の完全撤回を求めて6月16日に200万人近くの抗議者が街頭に繰り出したと推定している。

この事件を複雑にしているのは、犯罪人引渡し協定を共有していない香港と台湾の政治状況である。香港は中華人民共和国（中国）の特別行政区であるため、台湾との間で独自の条約を結ぶことができなかった。中国は台湾を分断された省とみなし、台湾の中華民国政府を認めていないからである。また、かつてはイギリス領でもあり、イングランド法に由来する独自の法制度で運営されている香港に、法体系の異なる中国が隣接しているため、香港は、中国との間で犯罪人引渡し協定を結んでいなかった。これは香港が被告人を中国に引き渡さないようにするもので、中国から見れば（ひいては香港から見れば）台湾も含まれる。
この「法的抜け穴」を埋めるため、香港特別行政区政府は2019年2月、「逃亡条例」（香港条例第503章）と「刑事事宜相互法律協助条例」（香港条例第525章）を改正し、香港特別行政区行政長官の命令で、香港が正式な犯罪人引渡し条約を締結していない法域へも、各事案ごとに個別で是非を判断し、逃亡者を移送する仕組みを設けることを提案した。特に陳同佳による潘暁穎殺人事件について、香港特別行政区行政長官の林鄭月娥は、潘暁穎の両親から娘の正義を求める5通の手紙を受け取ったことに言及し、「潘夫妻からの手紙を読まれた方は、我々が彼らを助けなければならないと思われるでしょう」と述べた。林鄭月娥は、「異例の短さ」といわれる20日間の公開審査で提案を早めることを求め、通常の立法手続きを迂回し、「もし我々があまりにも慎重に行動し、ゆっくりと意見を募ったり、諮問文書を発行したりするならば、我々はこの特別な事案を助けることができないだろうと懸念している」と説明した。
改正案は、陳同佳を台湾に連れてくることを可能にし、中国への引き渡しも可能にするとしている。このことは、香港社会の様々な分野に懸念を与えていた。民主派は、中国共産党が管理する中国の法律から香港という法域を切り離し、1997年の香港返還以来実施されていた「一国二制度」の原則が侵食されることを懸念している。改正案の反対派は、香港特別行政区政府に対し、台湾との間だけで犯罪人引渡し協定を結ぶなど、他の方法を模索し、陳同佳容疑者の引き渡し後すぐに協定を解除するよう求めた。
台湾はこの改正案に皮肉を込めて反応しており、 大陸委員会副主任委員の邱垂正は、香港特別行政区政府の改正案が殺人事件を「言い訳」にした「政治的動機」によるものではないかと疑問を呈している。また、中華民国政府は、台湾を中華人民共和国の一部と定義した犯罪人引渡し協定を香港との間で締結しないと表明した。中華民国政府は、台湾人が中国に引き渡される危険性が高くなるとの理由で、改正案に反対している。
香港ではこの改正案に対する地元の反発が着実に高まっている。2019年6月9日には、数10万人から100万人以上と推定される抗議者が街頭を行進し、改正案の撤回と香港特別行政区行政長官の林鄭月娥の退陣を求めた。これにもかかわらず、香港特別行政区政府は6月12日に改正案の第2回目の読会を進めると発表した。これを受けて、6月12日に改正案を阻止しようとする一部の抗議者のやり方が激化し、立法会総合ビルの外に集まった抗議者と、催涙ガスとゴム弾を配備した警察との間で強い緊張が生じた。その後の抗議行動は、2019-2020年香港民主化デモ行動中の警察の不祥事疑惑の調査や選挙制度改革を要求するなど目的を拡大し、香港内のさまざまな地区に広がり、現在も進行中である。
6月15日、林鄭月娥は改正案を中断すると発表した。その後も抗議が続き、改正案の完全な撤回を求める声が上がった。9月4日、13週間に及ぶ抗議行動の末、林鄭月娥は夏季休会から立法会期が再開された際に改正案を撤回することを正式に約束した。10月23日、保安局長の李家超は、陳同佳の出所と同日に、香港特別行政区政府が改正案を正式に撤回することを発表した。 

## 台湾当局への引き渡し案

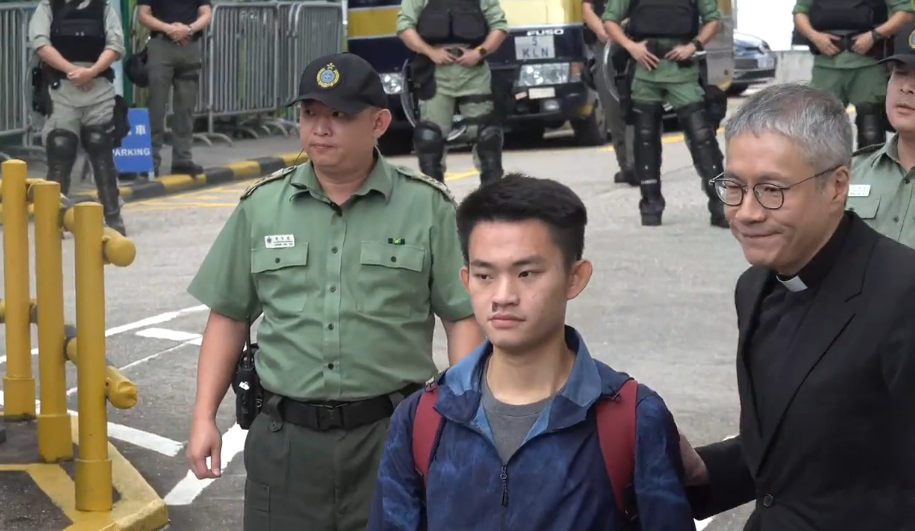
2019年10月23日、香港聖公会教省秘書長管浩鳴牧師（右）とともに壁屋懲教所から釈放される陳同佳（中央）。

逃亡犯条例改正案を撤回したことで、香港当局は陳同佳を台湾に送り込んで裁判を受けさせるという選択肢をほぼ失ってしまった。釈放される数日前の10月18日、香港特別行政区政府は声明を発表し、台湾における陳同佳の犯罪容疑については管轄権を持たず、刑期を延長する理由もないとし、釈放後は自由の身となる可能性があることを示唆した。一方、声明によると、陳同佳は台湾当局に自首する意思を表明しており、香港特別行政区政府に対し、適切な手配をするよう要請しているという。
台湾は当初、香港との間で司法支援協定を締結して事件に関する重要書類を入手する必要があることを理由に、逃亡犯条例改正案を拒否していた。また、民主進歩党政権下の中華民国政府は、陳同佳の引き渡しに懐疑的な見方を示しており、香港との正式な交渉経路を拒否することで、中華民国としての主権の主張を薄めようとする中国の策略ではないかとの見方を示している。中華民国総統の蔡英文は、以前から香港で引き渡し改正案に反対する抗議者を支持していたが、2020年中華民国総統選挙が近づくにつれ、主権問題に敏感になっていたのではないかと疑われている。野党の中国国民党は与党の民主進歩党の対応に対して、蔡英文政権が司法問題を政治化していると非難した。香港当局は台湾の懐疑論を「ありえない」と否定した。
釈放の前日、台湾はそれまでの姿勢を翻し、陳同佳の受け入れを申し出たが、台湾の官憲を香港に派遣し陳同佳に同行させることを要求した。これは台湾の法的自主権の拡大を意味するが、香港側はこの申し出を拒否し、台湾当局には香港での法執行力がないことを強調した。
10月23日に釈放された日、陳同佳は潘暁穎の遺族と香港社会に謝罪し、最終的に彼が香港で起こした騒動についても言及し、許しを求めた。香港聖公会教省秘書長管浩鳴牧師は、釈放当日に同行するため台湾行きの航空券を購入していたが、釈放の時機が合わず搭乗できなかった。管浩鳴牧師は、この事件が政治的に微妙な問題となったため、陳同佳の台湾への出頭は総統選挙が終わるまで延期すると表明した。その間、台湾の警察は陳同佳の事件全般を扱う臨時の班を設置し、陳同佳の査証申請、到着予定、その他の関連手配などを処理するための特別な「単一窓口システム」を設けた。新型コロナウイルス感染症の世界的流行の影響で台湾の境界が閉鎖されているため、陳同佳は香港に留まり警察の保護を受けている。